# بالگردگاه مک‌ناری
بالگردگاه مک‌ناری (به انگلیسی: McNary ARNG Field Heliport) یک فرودگاه نظامی است . این فرودگاه در شهر سیلم کشور ایالات متحده آمریکا قرار دارد و در ارتفاع ۶۴ متری از سطح دریا واقع شده‌است.